# Willi Kaiser-Heyl
Willi Kaiser-Heyl, auch Willy Kaiser-Heyl und Wilhelm Kaiser-Heyl (* 4. August 1876 in Frankfurt am Main; † 2. Dezember 1953 in Berlin) war ein deutscher Schauspieler und Opernsänger.

## Leben
Er trat bereits im Alter von elf Jahren öffentlich auf und erhielt an Dr. Hoch’s Konservatorium in Frankfurt und dann am Conservatorio Giuseppe Verdi in Mailand eine Ausbildung in klassischem Gesang und in dramatischer Schauspielkunst. Er gab sein Sängerdebüt in Pavia.
1907 kehrte er nach Deutschland zurück und wirkte am Stadttheater Augsburg als Schauspieler und Opernsänger. 1909 bis 1911 gehörte er zum Ensemble der Volksoper Berlin, danach agierte er bis 1914 an der Kurfürstenoper.
1916 begann Kaiser-Heyl seine Filmkarriere. Er war in der Stummfilmzeit Nebendarsteller in verschiedenen Krimis, Melodramen und Historienfilmen. Im Tonfilm musste er sich, oft ungenannt, in der Regel mit winzigen Auftritten begnügen. Er gastierte manchmal auch wieder als Sänger und arbeitete als Gesangslehrer.
Kaiser-Heyl stand 1944 in der Gottbegnadeten-Liste des Reichsministeriums für Volksaufklärung und Propaganda.

## Filmografie
- 1916: Der Thug
- 1918: Die Börsenkönigin
- 1918: Die Fürstin von Beranien
- 1919: Das Buch Esther
- 1919: Madame Dubarry
- 1919: Nach dem Gesetz
- 1920: Der Ruf aus dem Jenseits
- 1920: Gewalt gegen Recht
- 1920: Der Januskopf
- 1921: Die Opiumhölle
- 1921: Das Kind der Straße (2 Teile)
- 1921: Die Brillantenmieze (2 Teile)
- 1921: Taschendiebe
- 1922: Der Favorit der Königin
- 1923: Die Sonne von St. Moritz
- 1923: Graf Cohn
- 1923: Scheine des Todes
- 1923: Frauenmoral (Schande)
- 1924: Lord Reginalds Derbyritt
- 1924: Die Stimme des Herzens
- 1925: Der behexte Neptun. Paulchen als Sportsmann
- 1925: Wunder der Schöpfung
- 1925: Das Fräulein vom Amt
- 1926: Kreuzer Emden
- 1927: Der falsche Prinz
- 1930: Er oder ich
- 1930: Namensheirat
- 1933: Anna und Elisabeth
- 1934: Der ewige Traum
- 1934: Gold
- 1934: Musik im Blut
- 1935: Das Mädchen Johanna
- 1936: Paul und Pauline
- 1937: Einmal werd’ ich Dir gefallen
- 1937/53: Starke Herzen
- 1938: Rätsel um Beate
- 1938: Napoleon ist an allem schuld
- 1939: Robert Koch, der Bekämpfer des Todes
- 1939/41: Kadetten
- 1940: Jud Süß
- 1940: Kora Terry
- 1940: Bismarck
- 1941: Immer nur Du
- 1941: Frau Luna
- 1941: Quax, der Bruchpilot
- 1942: Rembrandt
- 1943: Zirkus Renz
- 1944: Ich hab’ von dir geträumt
- 1944: Solistin Anna Alt
- 1949: Die blauen Schwerter
- 1952: Schatten über den Inseln
- 1952: Karriere in Paris
- 1953: Die Prinzessin und der Schweinehirt